# La Isleta del Moro
La Isleta del Moro (también llamada La Isleta del Moro Arráez o simplemente La Isleta) es una localidad y pedanía española del municipio de Níjar, en la provincia de Almería, situada dentro del Parque natural del Cabo de Gata-Níjar.
La localidad tiene 203 habitantes. Se encuentra a 40 km de Almería por la AL-3115.

## Toponimia
El nombre se debe a que antiguamente era un refugio de piratas berberiscos, bautizado por el caudillo Mohamed Arráez en honor al islote que se encuentra frente a su costa.

## Economía
Su principal fuente de ingresos es el turismo y las restauración. Este lugar es conocido por albergar las calas y paisajes citados anteriormente, además de zonas hoteleras, escuelas de buceo y rutas de senderismo. Completa su economía, aunque hoy en día de forma solo marginal, la pesca.
|  |
|  |

|  |
|  |

## Mirador de la Amatista
En dirección norte de esta localidad, hacia Rodalquilar, se encuentra el mirador de la Amatista, en un alto acantilado.

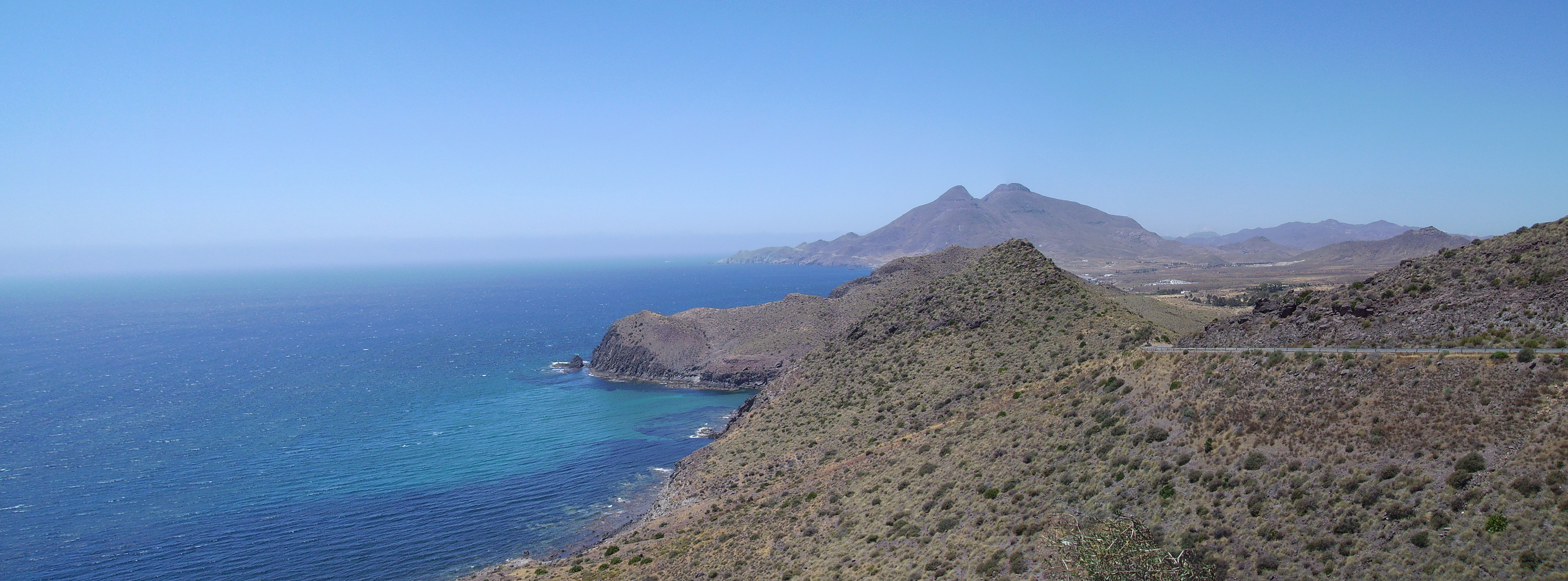
Acantilado del Mirador de la Amatista.

## Fondeadero de La Isleta
Playa catalogada como Zona B4 en el PORN de 2008.

## En las artes y cultura popular
En esta pedanía y alrededores se han rodado escenas de películas como El pájaro de la felicidad y Un día sin fin, así como el cortometraje Sea-Mail de Víctor Erice.  
Fue también escenario de la grabación de varios episodios de la serie de Atresmedia "Veneno", en 2020, que cuenta la vida de la almeriense Cristina Ortiz (artísticamente conocida como La Veneno). 
Recientemente, uno de los filmes con mayor relevancia internacional que ha usado el lugar como parte de su decorado ha sido Terminator: Dark Fate, hacia mayo de 2018.